# دلوف
الدَّلُوف طائر من الدُّلُف وهو الوحيد في جنس الطير هذا من العقبان وفصيلة الصقريات. موطنه إفريقية الشرقية الإستوائية. يألف الغابات ومجاري المياه. قوته الطير والحيوان. طوله نحو 55 سم وبسطته 125 سم. يتميز بقنبرته التاجية المنتصبة الكبيرة الريش. ثوبه إلى السمرة العابقة، بطنه إلى السواد.ذنبه ثلاثي الخطوط المعترضة البيضاء اللون. عينها ورجلاه إلى الصفرة. منقاره تبني. يدثن في أشجار السنط. أنثاه تبيض من رفنتين إلى ثلاث رفنات تحضنها وحدها نحو 4 أسابيع.

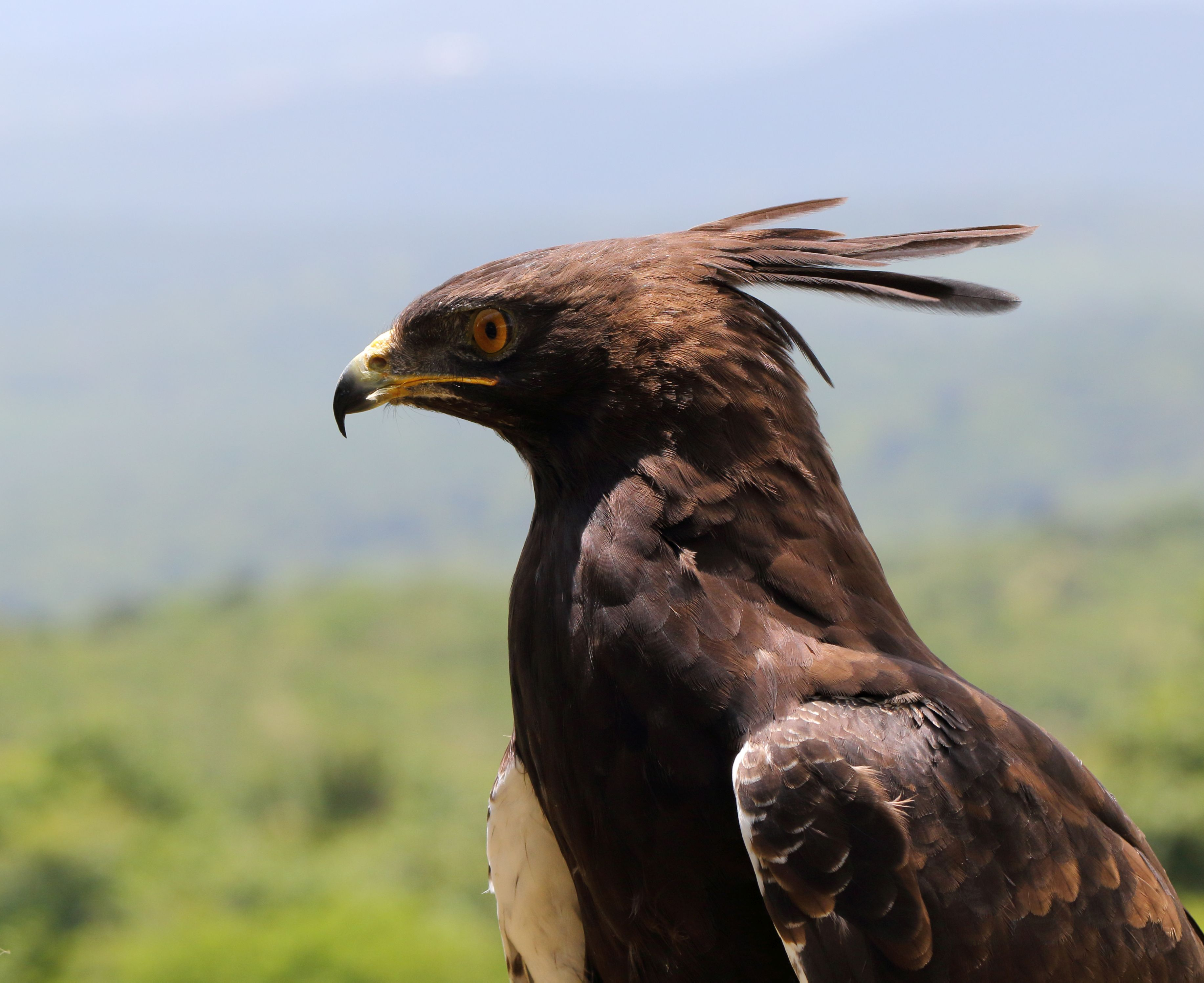
طائر أسير في جنوب إفريقيا